# Gmina Le Roy (Iowa)

Położenie Gminy Le Roy w hrabstwie Bremer

Gmina Le Roy (ang. Le Roy Township) – gmina w USA, w stanie Iowa, w hrabstwie Bremer. Według danych z 2000 roku gmina miała 210 mieszkańców. 